# NGC 2012
NGC 2012 ist eine elliptische Galaxie vom Hubble-Typ E/S0 im Sternbild Tafelberg am Südsternhimmel. Sie ist schätzungsweise 209 Millionen Lichtjahre von der Milchstraße entfernt und hat einen Durchmesser von etwa 75.000 Lj.
Das Objekt wurde am 22. Januar 1831 von John Herschel entdeckt.